# Tribrachys
Een tribrachys is een versvoet bestaande uit drie lichte lettergrepen.
In kwantitatieve versschema's zoals van het Klassiek Grieks en Latijn bestaat een tribrachys dus uit drie opeenvolgende korte lettergrepen, dat wil zeggen open lettergrepen die korte klinkers bevatten.

## Zie verder
- Mora